# Nelson Marra
Nelson Marra (* 6. Mai 1942 in Montevideo, Uruguay; † 3. Dezember 2007 in Madrid, Spanien) war ein uruguayischer Schriftsteller und Literaturkritiker.
Während der Militärdiktatur in Uruguay (1973–1984) geriet Marra für vier Jahre in Haft, nachdem das von ihm verfasste El guardaespalda (auf Deutsch: Der Leibwächter), eine Parabel auf die Diktatur, im Literaturwettbewerb der Zeitschrift Marcha ausgezeichnet wurde. Während dieser Zeit wurde er gefoltert und kam erst 1978 wieder frei. Gemeinsam mit ihm wurden zudem der Herausgeber der Marcha Carlos Quijano, der Chefredakteur Hugo Alfaro und die beiden als Jury-Mitglieder fungierenden Schriftsteller Juan Carlos Onetti und Mercedes Rein inhaftiert.
Nach seiner Freilassung ging er zunächst ins Exil nach Schweden, um sich anschließend in Spanien niederzulassen.
Dort arbeitete er als Herausgeber und Kulturkritiker des Magazins Interviú und war als Literaturkritiker für die Zeitung El Mundo tätig. Darüber hinaus veröffentlichte er die Bücher Tango (1986), Sólo para mujeres (1992), Cenicienta antes del parto (1993) und De cabreos y nostalgias (1995).
In den letzten Lebensjahren an der Alzheimer-Krankheit leidend starb Nelson Marr am 3. Dezember 2007.

## Werke
- De cabreos y nostalgias, 1995
- Los patios negros, 1964
- Naturaleza muerta, 1967
- Vietnam se divierte, 1970
- El guardaespaldas y otros cuentos, 1980
- Tango, 1986
- Sólo para mujeres, 1992
- Cenicienta antes del parto, 1993